# Энко
Энко (исп. Enco) — река в коммуне Пангипульи, провинции провинции Вальдивия XIV области Лос-Риос в Чили. Вытекает из озера Пангипульи и впадает в озеро Риньиуэ. Граничит с западными склонами вулкана Мочо-Чосуэнко, одного из активнейших вулканов региона. Озеро сложено палеозойскими породами.
Длина реки — 11,46 км. Высота истока — 140 м над уровнем моря. Высота устья — 105 м над уровнем моря. Площадь водосборного бассейна составляет около 3900 км².
Концентрация питательных веществ невелика — согласно измерениям 2015 года, содержание фосфора и азота в воде составило менее 0,5 мг/л; концентрация хлорофилла зимой и весной достигает около 1 мг/л, в остальное время — менее 0,5 мг/л.
Река Энко популярна среди чилийских и иностранных любителей спортивной рыбной ловли, в неё были интродуцированны форель и микижа. К эндемичным видам относятся аплохитон-зебра, Trichomycterus areolatus (ванделлиевые), Diplomystes chilensis (сомообразные), Galaxias platei (Галаксии) и Percichthys trucha (перцихтовые).
На реке расположена одноимённая деревня. В 1920-х годах на реке была установлена турбина для производства электричества, но к 1980-м годам она пришла в негодность.